# Egretta novaehollandiae
La garzetta facciabianca (Egretta novaehollandiae (Latham, 1790)) è un uccello della famiglia degli Ardeidi diffuso in Australia.

## Distribuzione e habitat
Egretta novaehollandiae è presente in Australia, Indonesia, Papua Nuova Guinea, Nuova Caledonia, Nuova Zelanda, isole Norfolk, Christmas Island, Figi, Timor Est.